# كيفن بليكر
كيفن بليكر (بالهولندية: Kevin Bleeker)‏ مواليد 10 مايو 1993، هو لاعب كرة سلة هولندي ويحمل الرقم 14. يبلغ طوله 6 قدم 10 بوصة (2.1 م).

## روابط خارجية
- كيفن بليكر على موقع الاتحاد الدولي لكرة السلة (الإنجليزية)
- كيفن بليكر على موقع كرة السلة الأوروبية.كوم (الإنجليزية)
- كيفن بليكر على موقع كلية كرة السلة في سبورتس رفرنس.كوم (الإنجليزية)
- كيفن بليكر على موقع ريلجم (الإنجليزية)
- كيفن بليكر على موقع بروبوليرز (الإنجليزية)